# Typ 10
Typ 10 je japonský hlavní bojový tank, vyvinutý jako levnější a modernější alternativa k tanku Typ 90.
Prototyp tanku byl poprvé představen roku 2008. V roce 2010 japonské ozbrojené síly objednaly 13 tanků, přičemž cena jednoho kusu činila asi 6 500 000 dolarů. Typ 10 byl nasazen v japonských ozbrojených silách dne 10. ledna 2012. Předpokládá se, že časem nahradí zastaralý Typ 74 a bude používán spolu s tankem Typ 90.

## Popis

### Zbraně
Hlavní zbraň je 120mm kanón s délkou hlavně 44 ráží. Kanón má stabilizaci ve dvou rovinách a je opatřem ejektorem. Tank používá nabíjecí automat.
Zvláštní pozornost byla japonskými vývojáři věnována CICS (Combat Information Control System) a TIUS (Tank Information Control System). Tank je vybaven panoramatickým pozorovacím a zaměřovacím systémem.

### Pancéřování
Modulární pancéřování umožňuje jednoduchou výměnu poškozených modulů. Bezpečnost se dá zvýšit instalaci přídavných modulů na bocích vozidla, což ale současně zvyšuje bojovou hmotnost vozidla až na 48 tun.

### Mobilita
Tank je vybaven vznětovým motorem o výkonu 1200 hp, který zajišťuje dobrý poměr výkon/tunu (27 hp/t). Převodovka má plynule měnitelný převodový poměr (Continuously Variable Transmission - CVT). Tank může dosáhnout rychlost až 70 km/hod, a to při jízdě dopředu i dozadu.

## Ve službě
Japonsko - 103 kusů Typ 10 (2016)

## Galerie

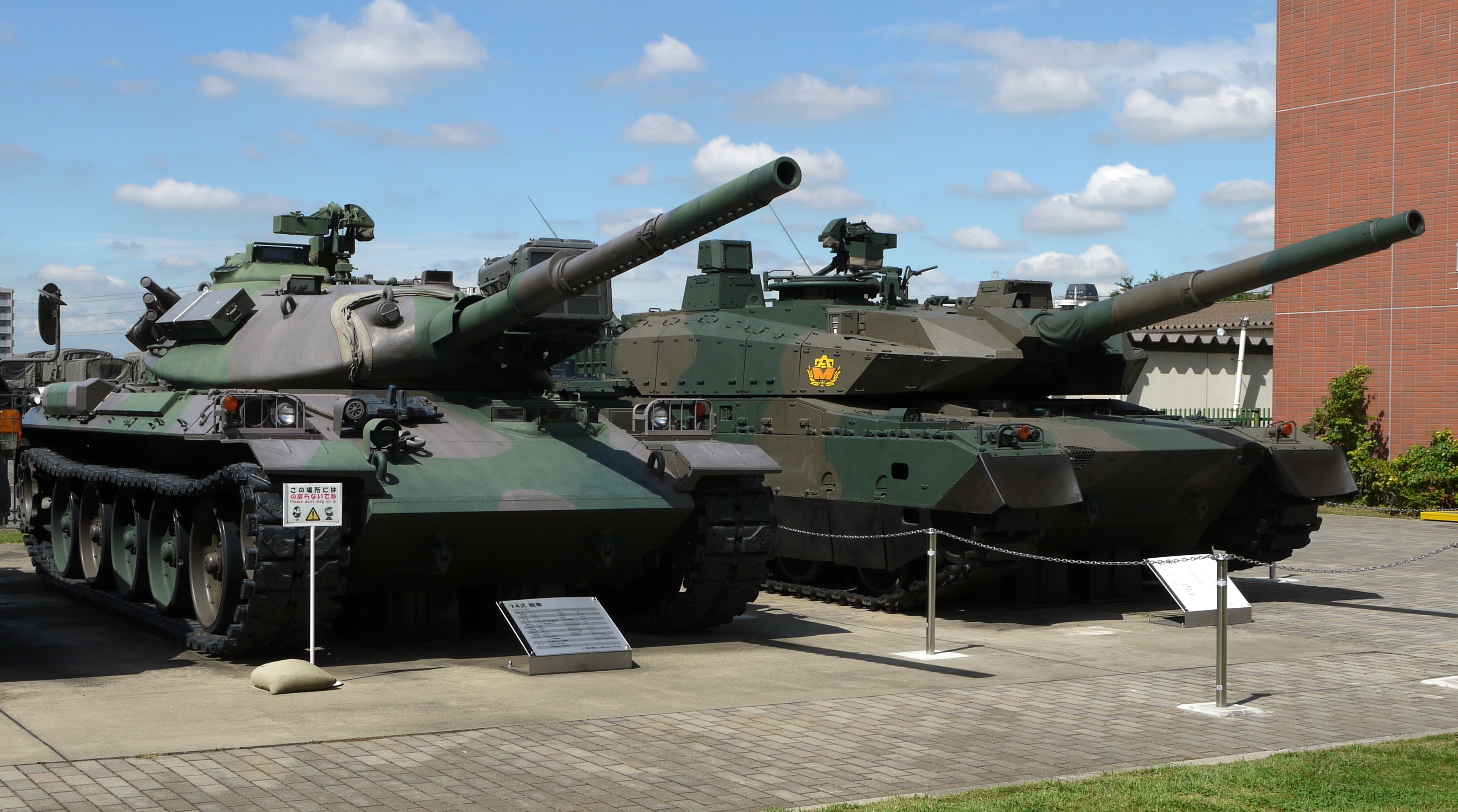
Тyp 74 (nalevo) a Тyp 10 (napravo,první prototyp vozu)
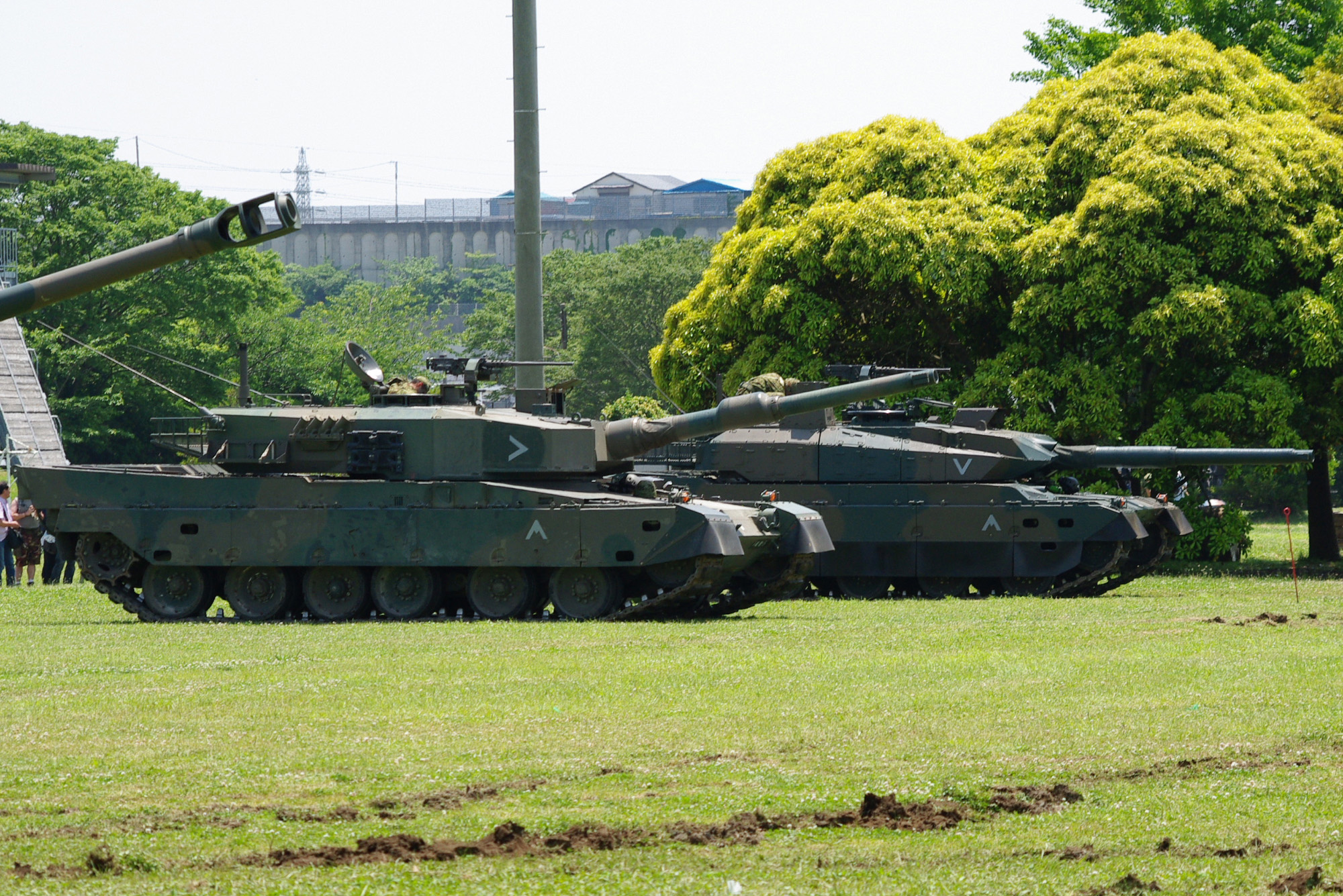
Typ 90 (nalevo) a Тyp 10 (napravo)